# Александар Косорић
Александар Косорић (Пале, 30. јануар 1987) је бивши босанскохерцеговачки фудбалер. Висок је 191 центиметар, играо је на позицији штопера.

## Каријера
Косорић је своју професионалну фудбалску каријеру започео у редовима Славије из Источног Сарајева, где је наступао у периоду од 2004. до 2008, са изузетком периода који је провео на позајмици у норвешком Аскоју 2007. године. Свој први гол у сениорској каријери, постигао је против екипе Орашја 2. новембра 2008. године. Почетком 2009. потписао је за београдски Партизан. Како током године проведене у овом клубу није успео да се избори за значајнију минутажу, прешао је у Рад наредне године. Затим је прешао у крагујевачки Раднички, а након тога се отиснуо у Ирак, где је наступао за тамошњи Ербил. Клуб је напустио лета 2013, због ратног стања у држави. По повратку у Србију, приступио је Радничком из Ниша, где је провео први део 2014. године. За сарајевски Жељезничар, Косорић је потписао 2. јула исте године, а капитен овог клуба постао је у другом делу сезоне 2015/16. Крајем 2016, Косорић је напустио Жељезничар на лични захтев. Касније је прешао у Радник из Бијељине. Средином 2017, потписао је за литванску Спартакс Јурмалу, са којом је освојио фудбалски шампионат ове земље. У јануару 2019. године прелази у малтешки клуб Балзан, а годину дана касније се враћа у Жељезничар.

## Репрезентација
Косорић је био члан младе репрезентације Босне и Херцеговине, за коју је наступао током 2008. године. За сениорску селекцију ове државе дебитовао је у финалу Кирин купа, 7. јуна 2016, заменивши Изета Хајровића у 90. минуту утакмице против Јапана.

## Трофеји
Славија Сарајево
- Куп Босне и Херцеговине: 2008/09.

Партизан
- Суперлига Србије: 2008/09.
- Куп Србије: 2008/09.

Спартакс Јурмала
- Прва лига Летоније: 2017.

Балзан
- Малтешки ФА Трофеј: 2018/19.

Босна и Херцеговина
- Кирин куп: 2016.